# Пальоса

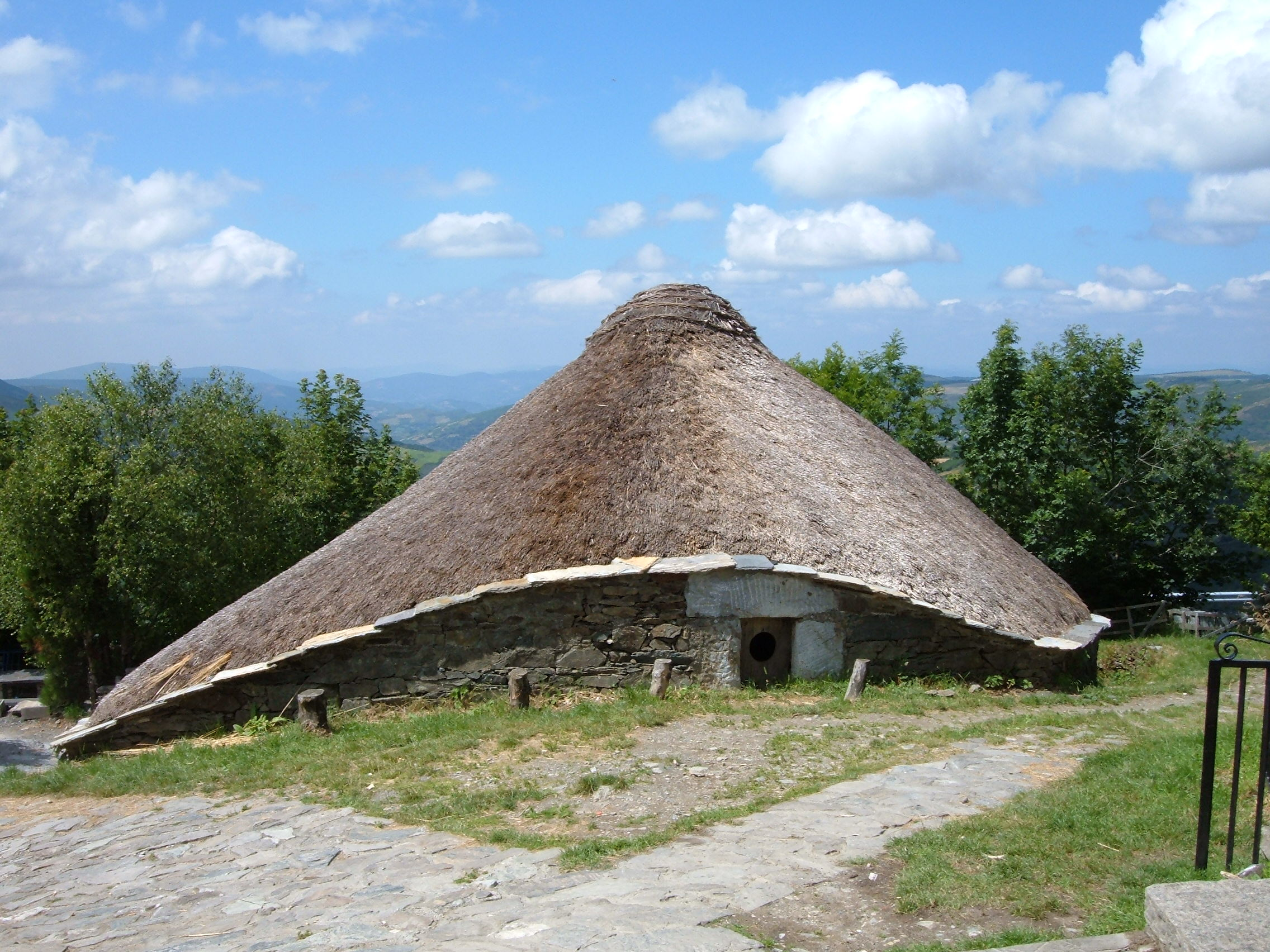
пальоса у селищі Себрейро, Галісія

Пальоса (галісійське palloza) — специфічне сільське житло галісійців.

## Поширення і структура
Пальоси притаманні переважно для місцевості Серра дос Анкарес (Serra dos Ancares) в історичній області Галісія (Іспанія). Заввишки 4-5 метрів, кругла або овальна у плані, від 10 до 20 метрів у діаметрі, з конічним дахом з соломи на дерев'яному каркасі, що призначався для затримання снігу, пальоса побудована з каміння; мала лише одні вхідні двері і була без вікон (або з дуже маленьким віконним отвором).
Зазвичай пальоса однокамерна, та іноді у великих будівлях робили дві кімнати — більшу для проживання, меншу — для тримання худоби.

### Походження та історія
Вчені вважають, що пальоси в Галісії є відгомоном кельтського походження галісійців, адже подібні старовинні житла знаходять на території Британії, щоправда датуються вони залізною епохою.
Як житло пальоси використовували аж до 70-х років 20 століття.
Галісійське село Пйорнедо (Piornedo), відоме своїми пальосами, зараз є суцільним етнографічним музеєм. Наприклад, «Будинок Сесто» — приватний родинний музей пальоси, господар якого сам останнім народився тут у 1964 році і жив разом з родиною аж до сімдесятих років 20-го ст.